# Телешек Кирило Георгійович
Кири́ло Георгі́йович Теле́шек (*1894), економіст родом з с. Козельщини на Полтавщині. Після закінчення Харківського інституту народного господарства (1928) працював у високих школах Харкова, з 1960 року — професор Харківського сільськогосподарського інституту.
Праці з питань економіки сільського господарства України.